# Theobald Hauck

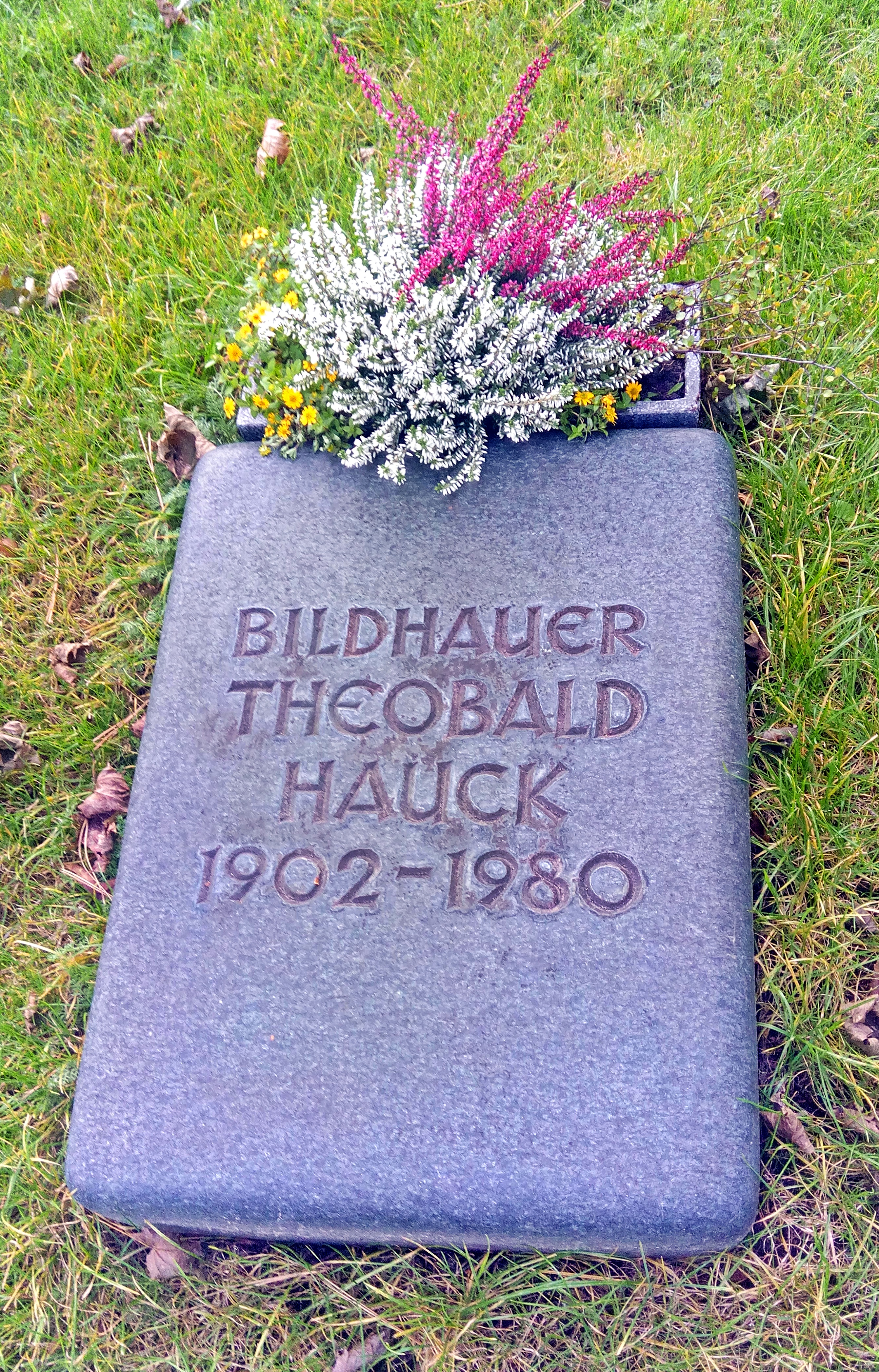
Ehrengrab des Bildhauers Theobald Hauck in Maxdorf

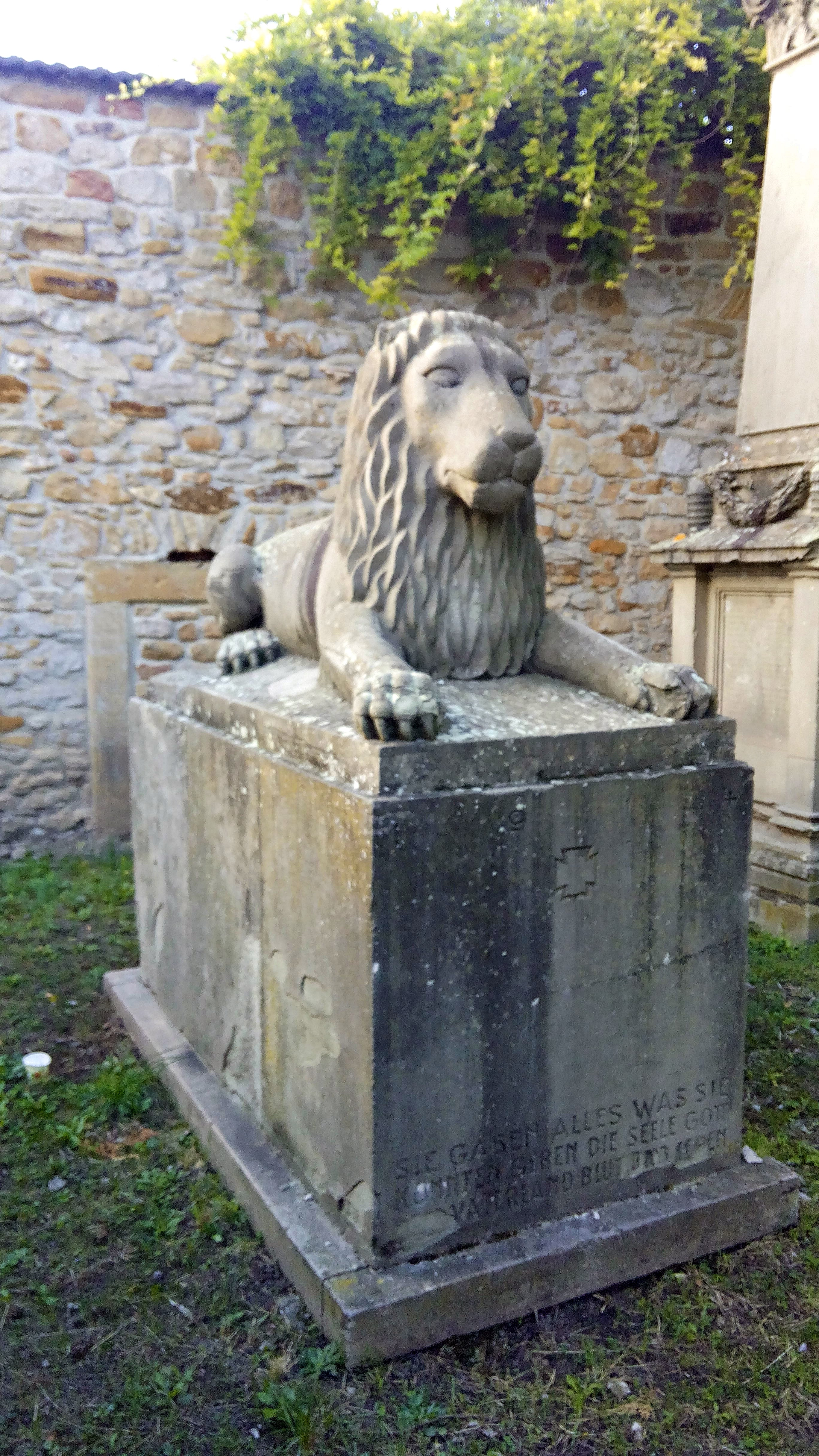
Bayerischer Löwe von Theobald Hauck, am Kriegerdenkmal Lambsheim

Theobald Hauck (* 16. März 1902 in Maxdorf; † 6. Dezember 1980 in Maxdorf) war ein deutscher Bildhauer und Zeichner.

## Leben und Wirken
Er wurde im pfälzischen Maxdorf geboren und besuchte 1912–1919 die Oberrealschule in Ludwigshafen am Rhein. 1919 bis 1921 studierte Hauck bei Wilhelm Gerstel an der Kunstakademie Karlsruhe. Ab etwa 1920 begann er sein eigenständiges künstlerisches Schaffen, seine Werke wurden unter anderem auf Ausstellungen gezeigt. 1922/1923 folgte er Gerstel an die Kunsthochschule Berlin, um sich weiter von ihm ausbilden zu lassen. Schließlich besuchte Theobald Hauck 1923 und 1924 die Akademie der Bildenden Künste zu München, wo Hermann Hahn sein Lehrer war. 1924 unternahm er zudem eine Studienreise nach Rom und Neapel.
1926 bis 1929 betrieb Hauck ein Atelier in Ludwigshafen-Oggersheim, 1930 übersiedelte er in seinen Heimatort Maxdorf, wo er zeitlebens blieb. Der Bildhauer war in dieser Zeit ein Mitarbeiter des Architekten Heinrich Müller bei dessen Post-Bauten in der Pfalz (unter anderem dem Postamt in Mutterstadt), aber auch ein vielbeschäftigter Produzent von Skulpturen, insbesondere für Kriegerdenkmäler, sowie zum Thema Werktätigkeit und bäuerliches Leben. 
Zum 1. April 1932 trat er der NSDAP bei (Mitgliedsnummer 1.120.238). 1934 gewann er das Preisausschreiben des Westmark-Verlags zum Thema „1. Mai“; auf der Großen Deutschen Kunstausstellung stellte er 1938 und 1939 insgesamt drei Werke aus, Adolf Hitler erwarb seine Bronzestatuette „Der Schnitter“. Während der NS-Zeit amtierte Hauck als Maxdorfer Ortsgruppenleiter der NSDAP und 3. Bürgermeister von Lambsheim, zuständig für Maxdorf (damals noch ein Ortsteil von Lambsheim). 1934 bis 1939 fungierte er innerhalb der Reichskulturkammer, in der Nachfolge von Albert Haueisen, auch als Leiter der Reichskammer der bildenden Künste des Gaues Westmark.
1939 bis 1945 nahm Theobald Hauck als Soldat am Zweiten Weltkrieg teil, 1945 bis 1947 befand er sich in sowjetischer Kriegsgefangenschaft. Nach der Heimkehr nahm er seine Kunsttätigkeit in Maxdorf wieder auf, 1954 war er Mitbegründer der Pfälzischen Künstlergenossenschaft. Im Spätwerk sich immer mehr auch abstrakteren Formen zuwendend, schuf er erneut zahlreiche Arbeiten im öffentlichen Raum.
Die Gemeinde Maxdorf ernannte ihn zum Ehrenbürger und bei seinem Tod erhielt er ein Ehrengrab vor der Aussegnungshalle des Maxdorfer Friedhofs, nahe einer von ihm geschaffenen Figur des Hl. Franziskus.

## Werke
(Auswahl)
- Kriegerdenkmal in Altrip (1926/27)
- Auferstehungsrelief, Friedhofskapelle, Ludwigshafen-Friesenheim (1927)
- Merkurfigur am Postamt Ludwigshafen-Oggersheim (1927)
- Kriegerdenkmal in Otterstadt (1929)
- Kriegerdenkmal in Lambsheim (1931)
- Kriegerdenkmal in Neuhofen (1934)
- Kriegerdenkmal in Römerberg, Ortsteil Berghausen (1936)
- Kriegerdenkmal in Bobenheim-Roxheim, Ortsteil Roxheim (1937)
- Kriegerdenkmal in Maxdorf (1963)
- Steinplastik „Sankt Franziskus“, Friedhof in Maxdorf (1971)
- Symbolwand im Hof des Schulzentrums in Maxdorf (1977)
- Brunnen am Kreishallenbad in Maxdorf (1977)
- Metallstele vor der Verbandsgemeindeverwaltung Maxdorf (1977)

## Galerie von Werken

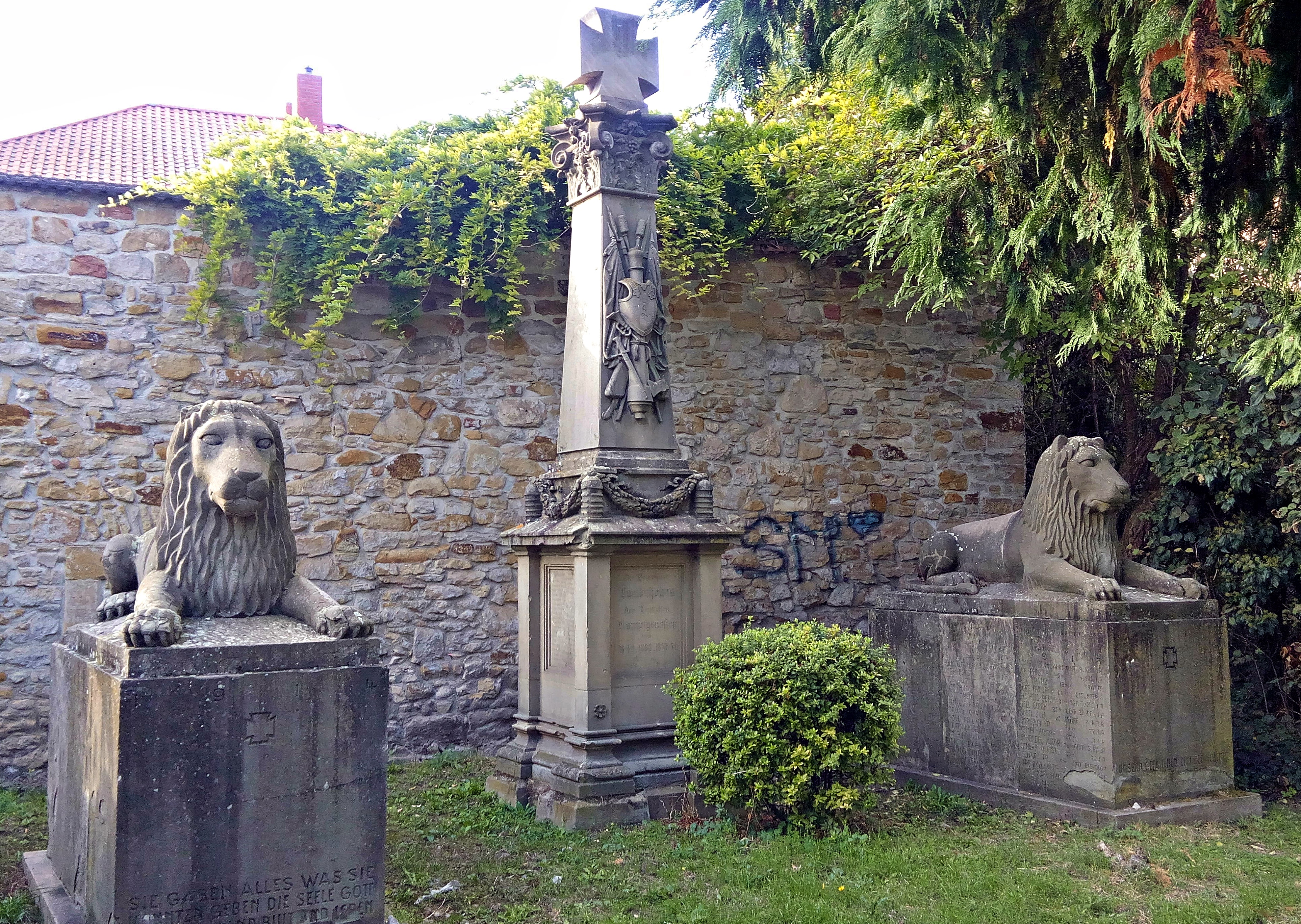
Kriegerdenkmäler Lambsheim, Löwen von Theobald Hauck
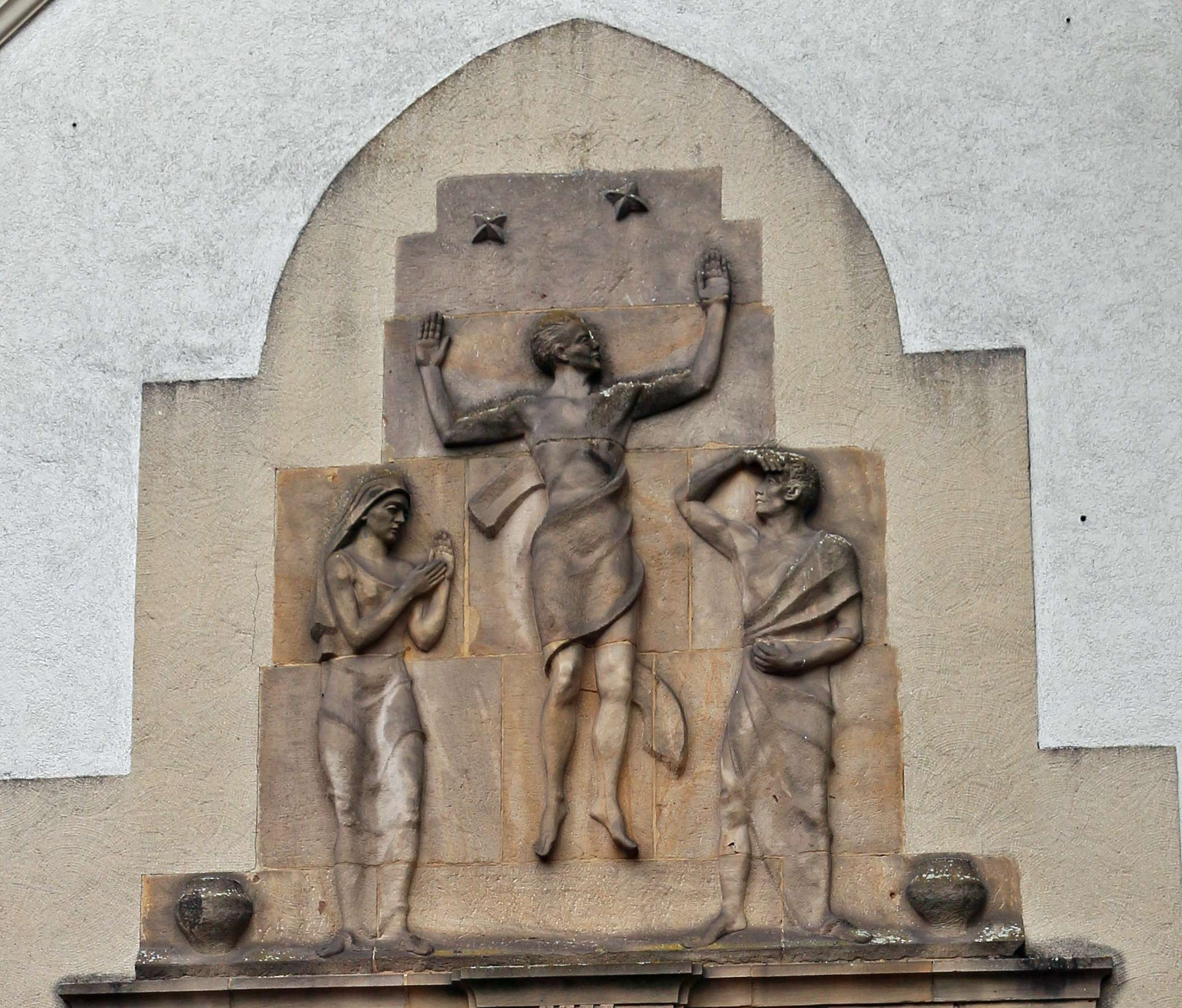
Lu.-Friesenheim, Friedhofskapelle, Auferstehungsrelief
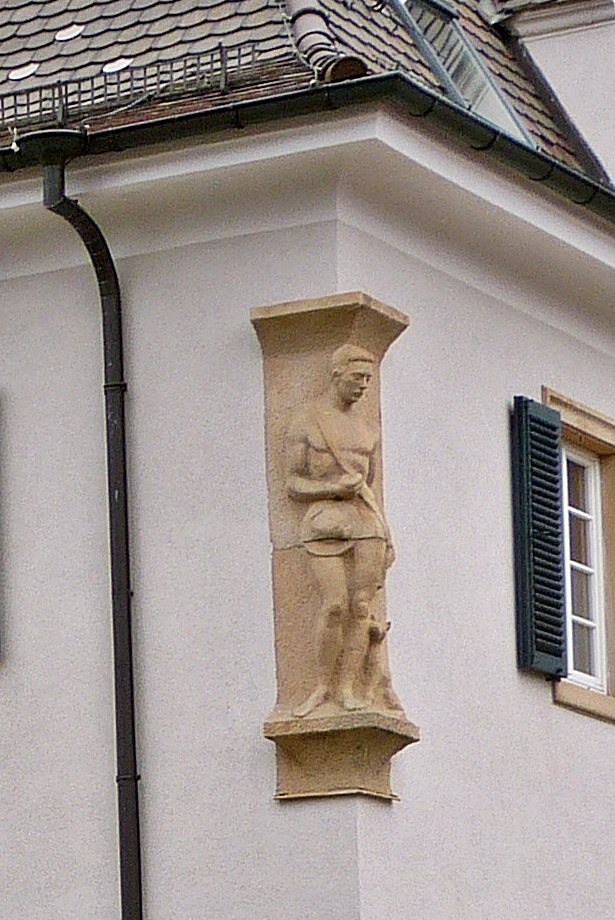
Merkurfigur am Postamt Oggersheim
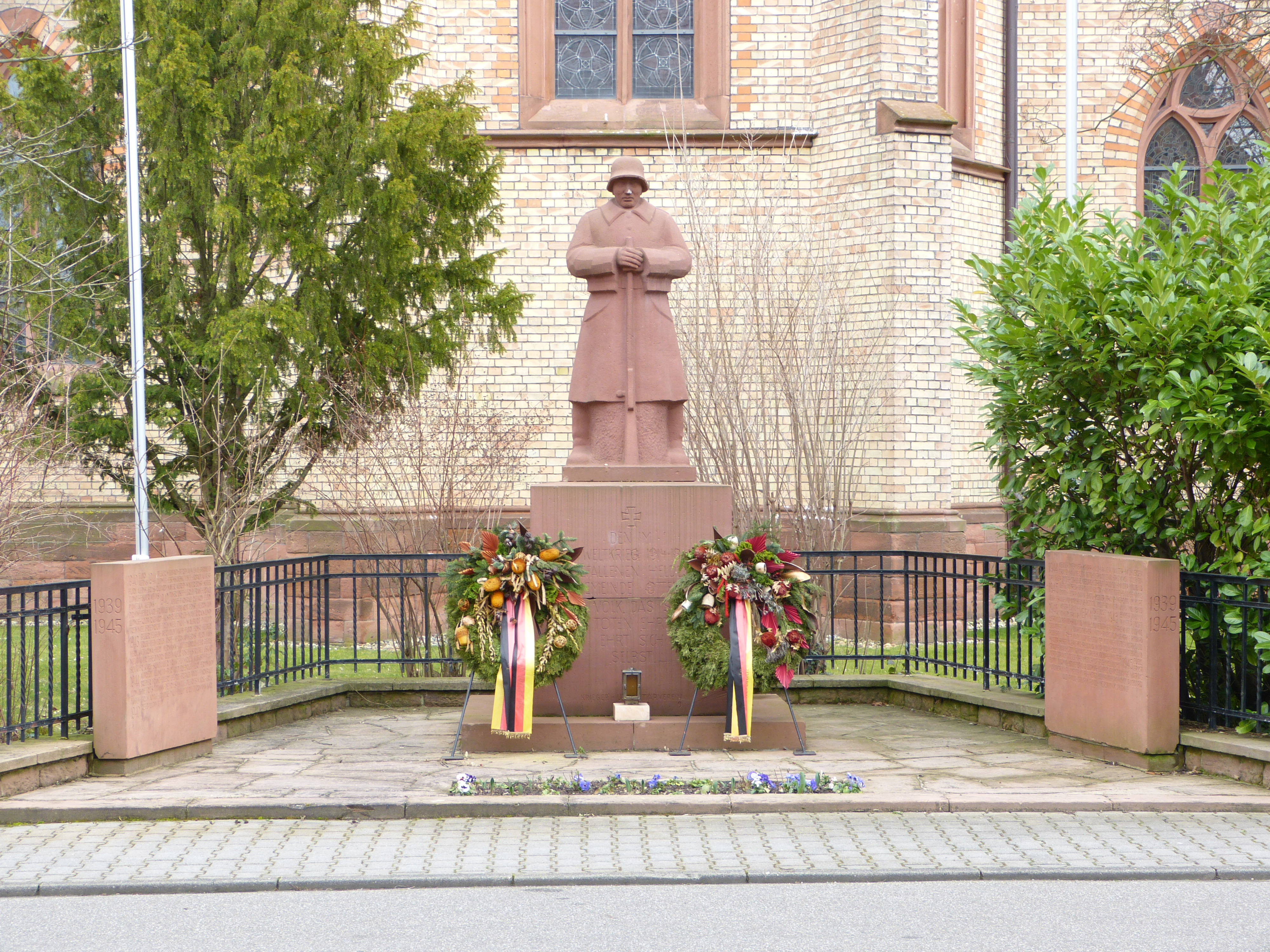
Kriegerdenkmal Otterstadt
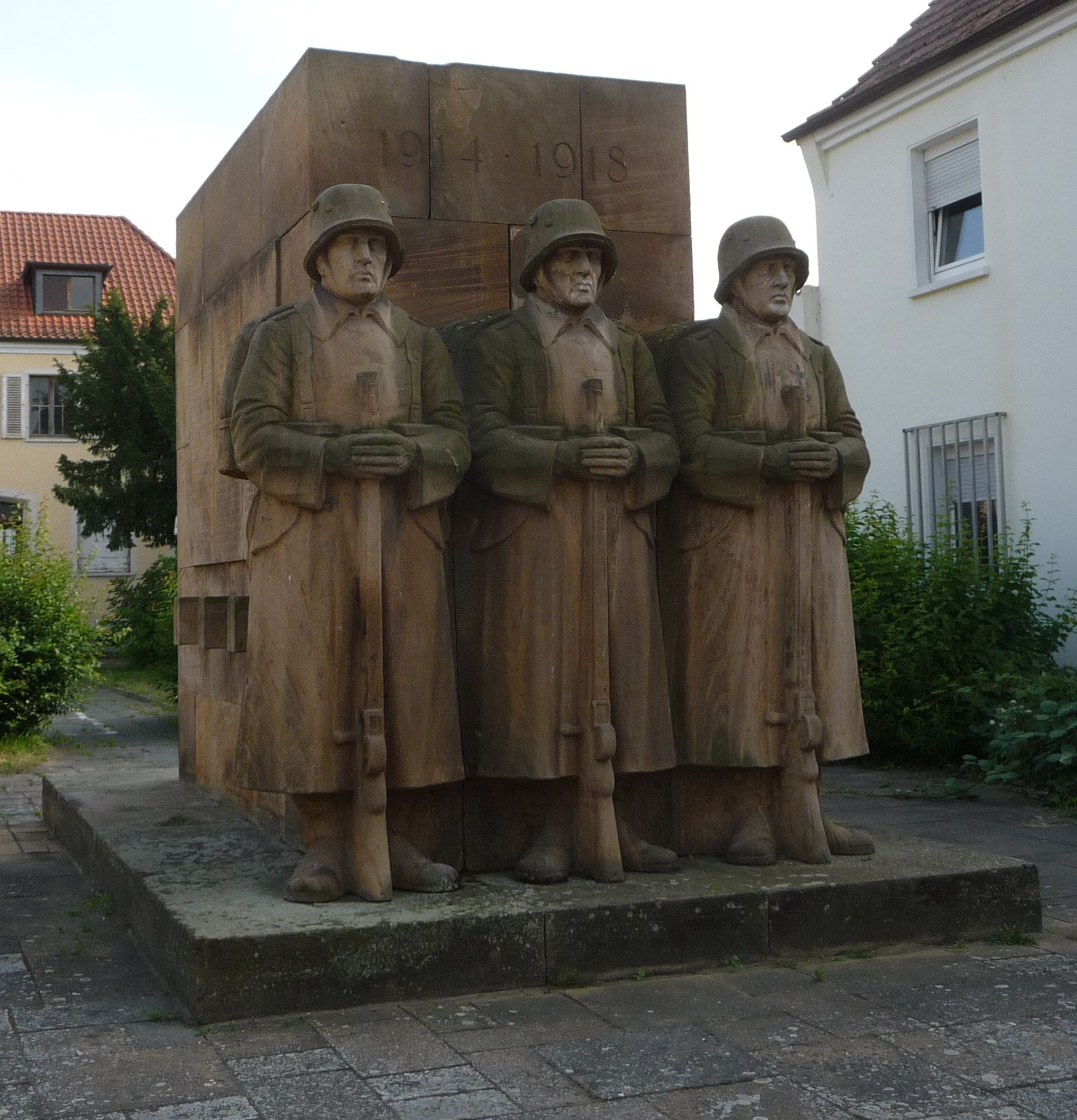
Kriegerdenkmal Neuhofen
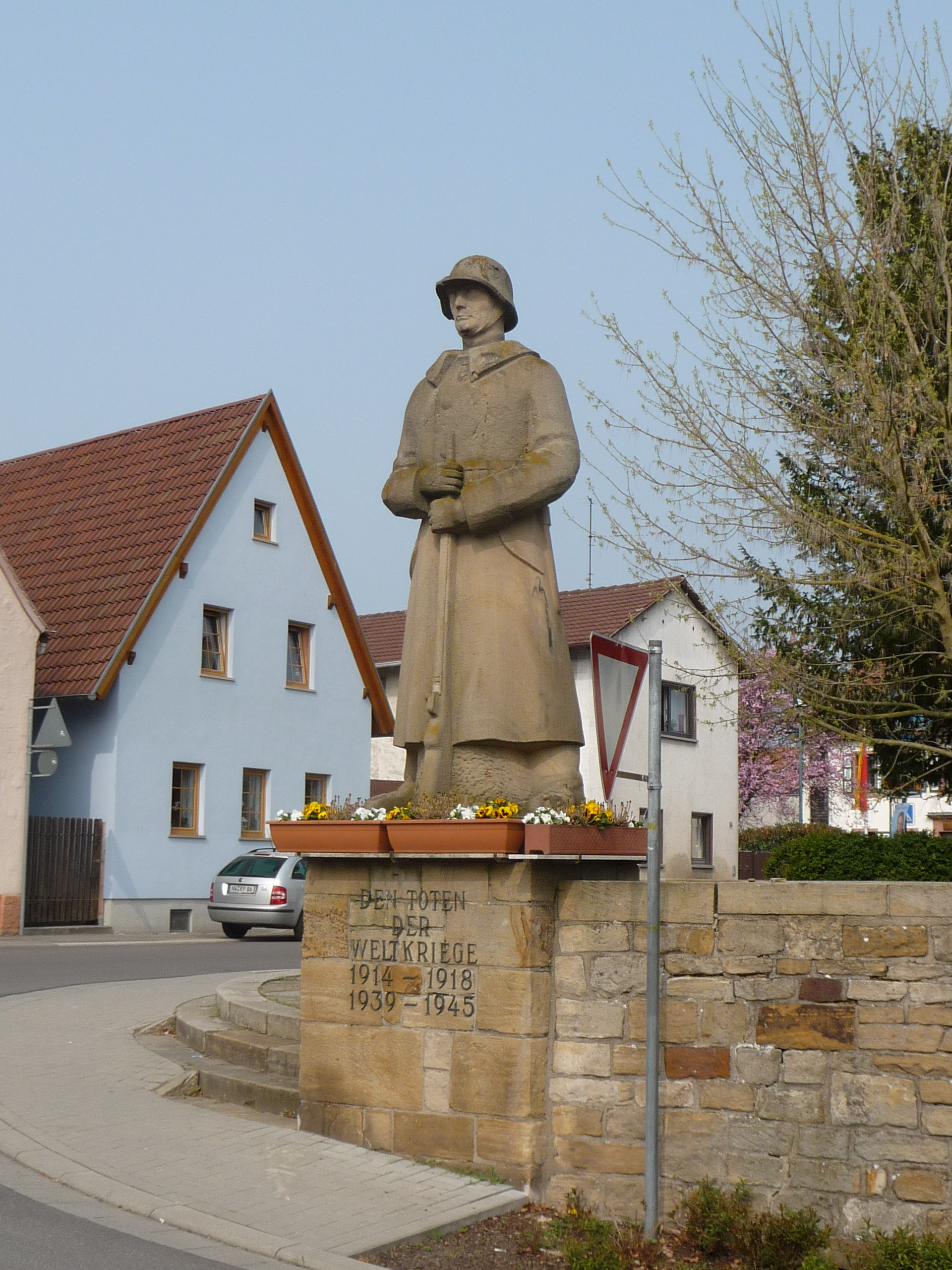
Kriegerdenkmal Römerberg-Berghausen
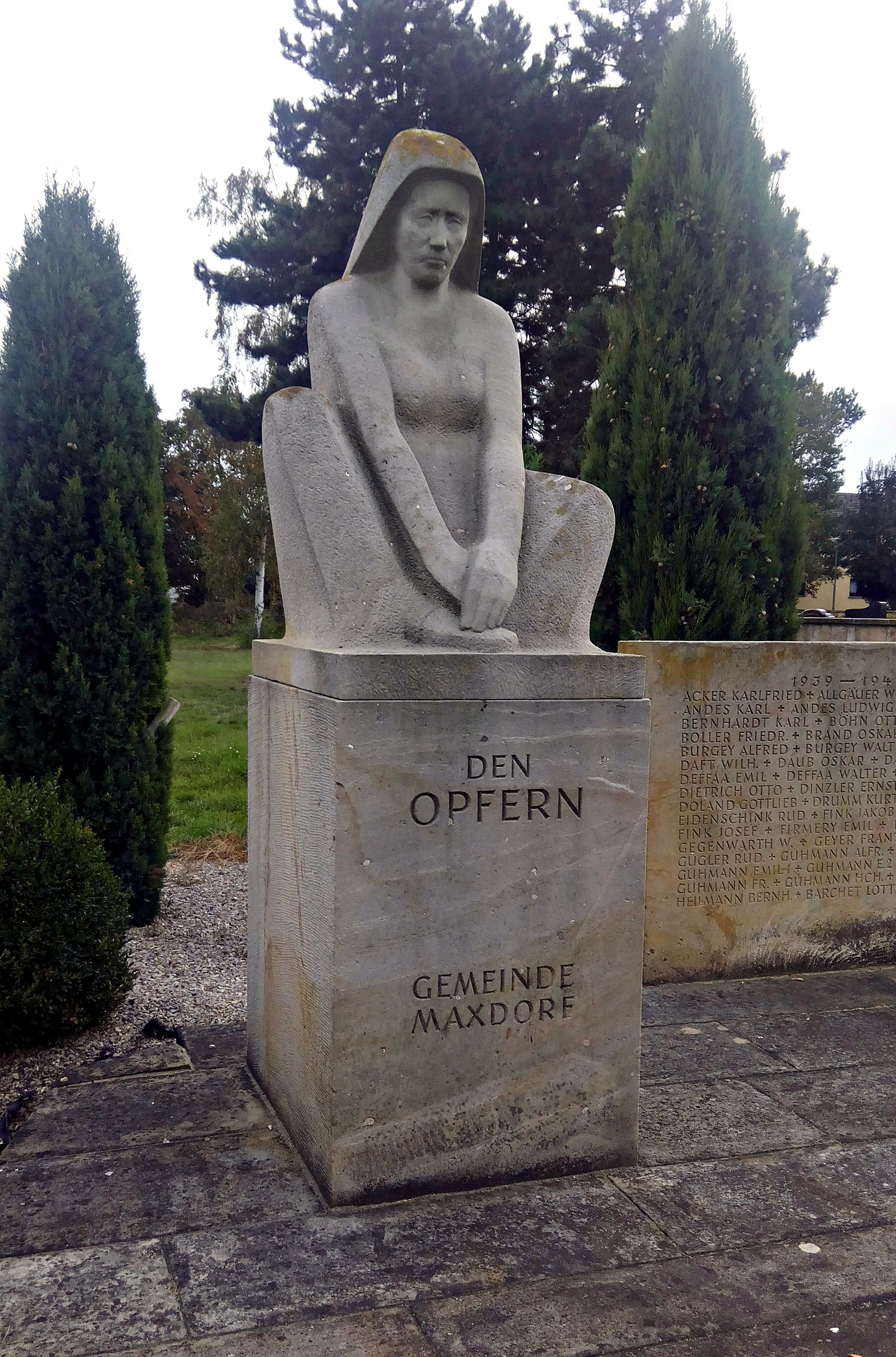
Kriegerdenkmal Maxdorf (1963)
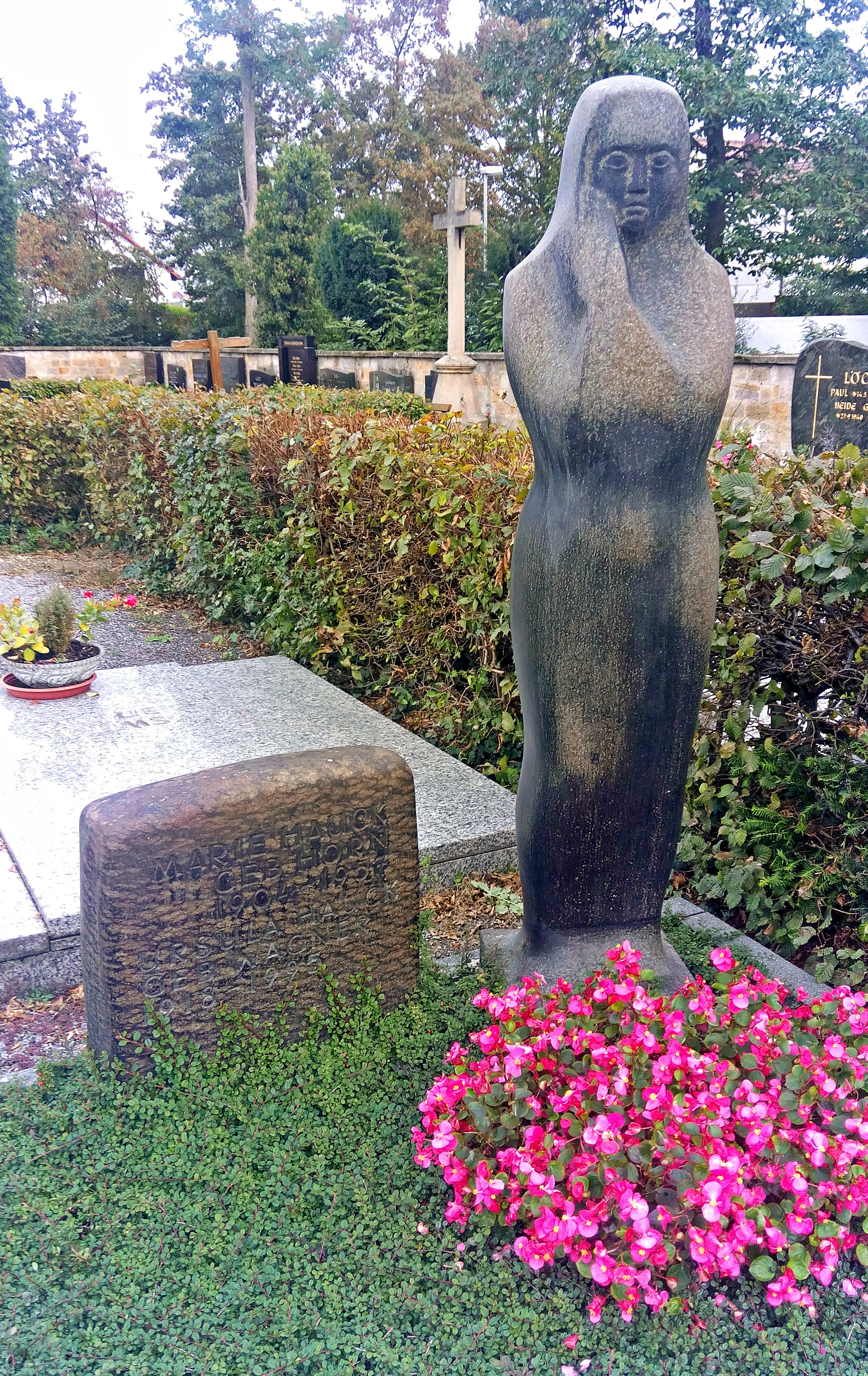
Familiengrab Hauck, Friedhof Maxdorf, mit Trauerfigur von Theobald Hauck
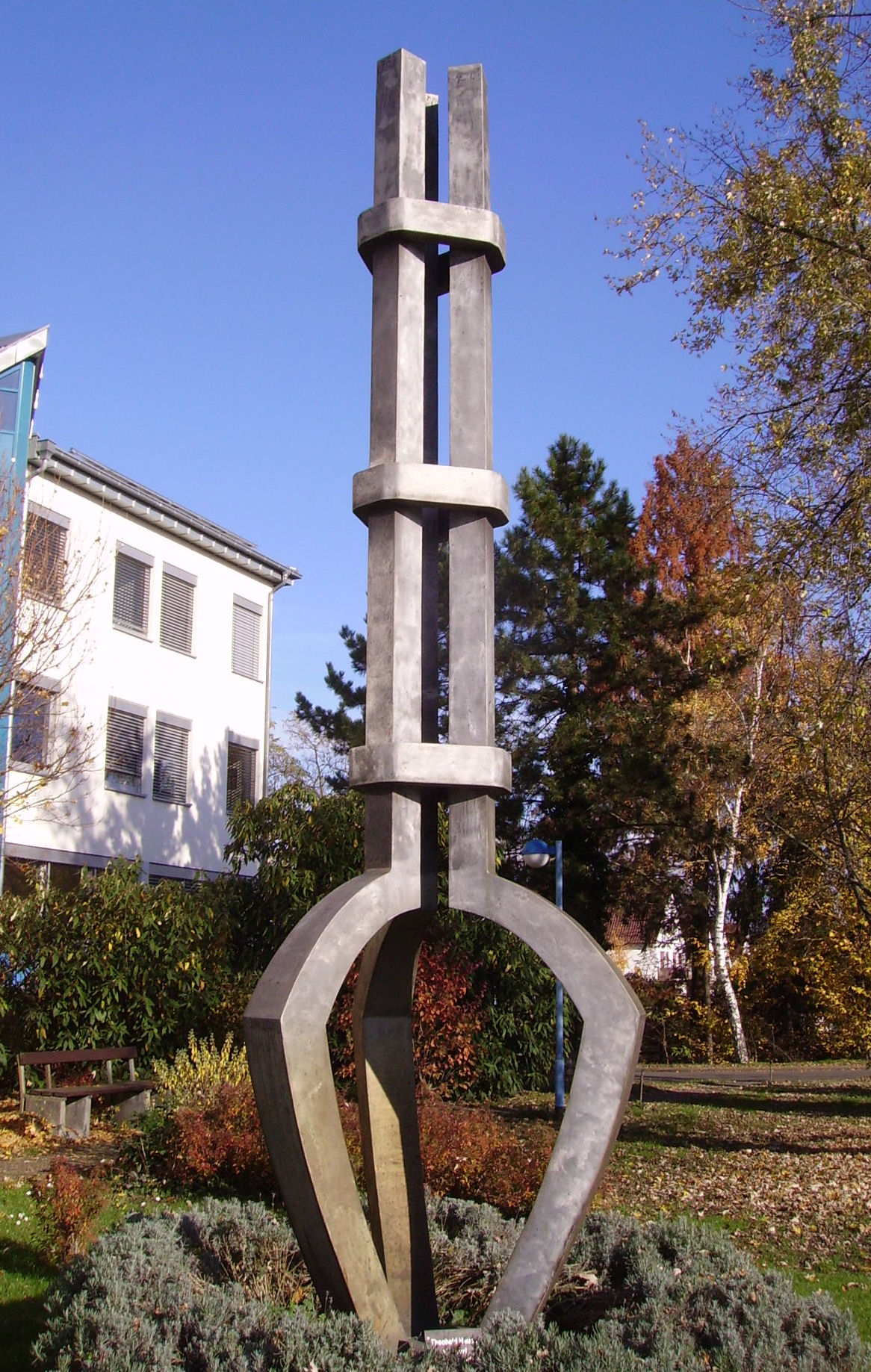
Metallstele vor der Verbandsgemeinde-Verwaltung Maxdorf
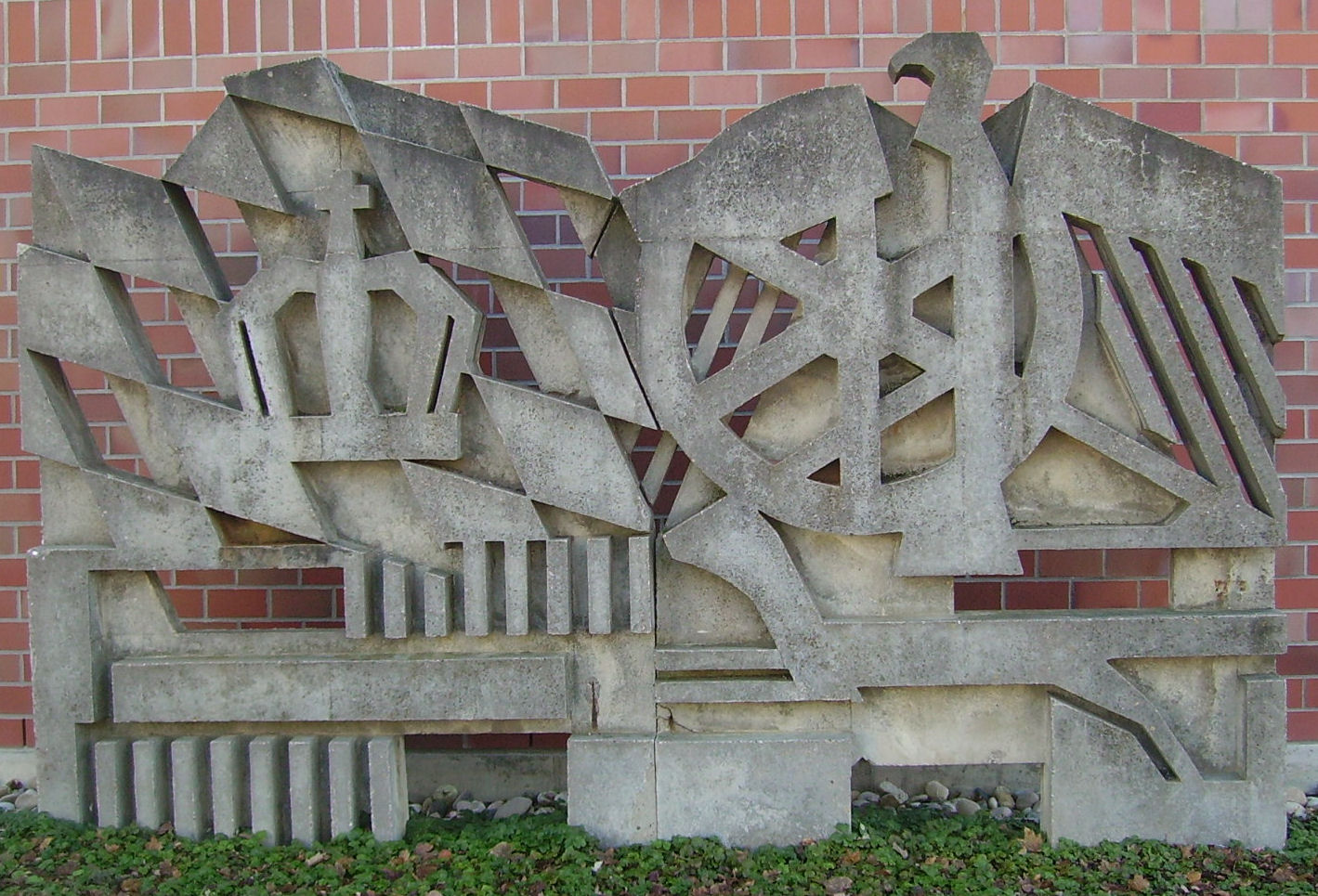
Symbolwand im Hof des Schulzentrums Maxdorf